# Погреби (Обухівський район)
Погреби́ — село в Україні, в Обухівському районі Київської області. Населення становить 422 осіб. Село розташоване за 37 км на південь від Києва між горбами в долині річки Стугна, у місці впадіння її правої притоки річки Барахтянки та за 7 км від Василькова.

## Історія

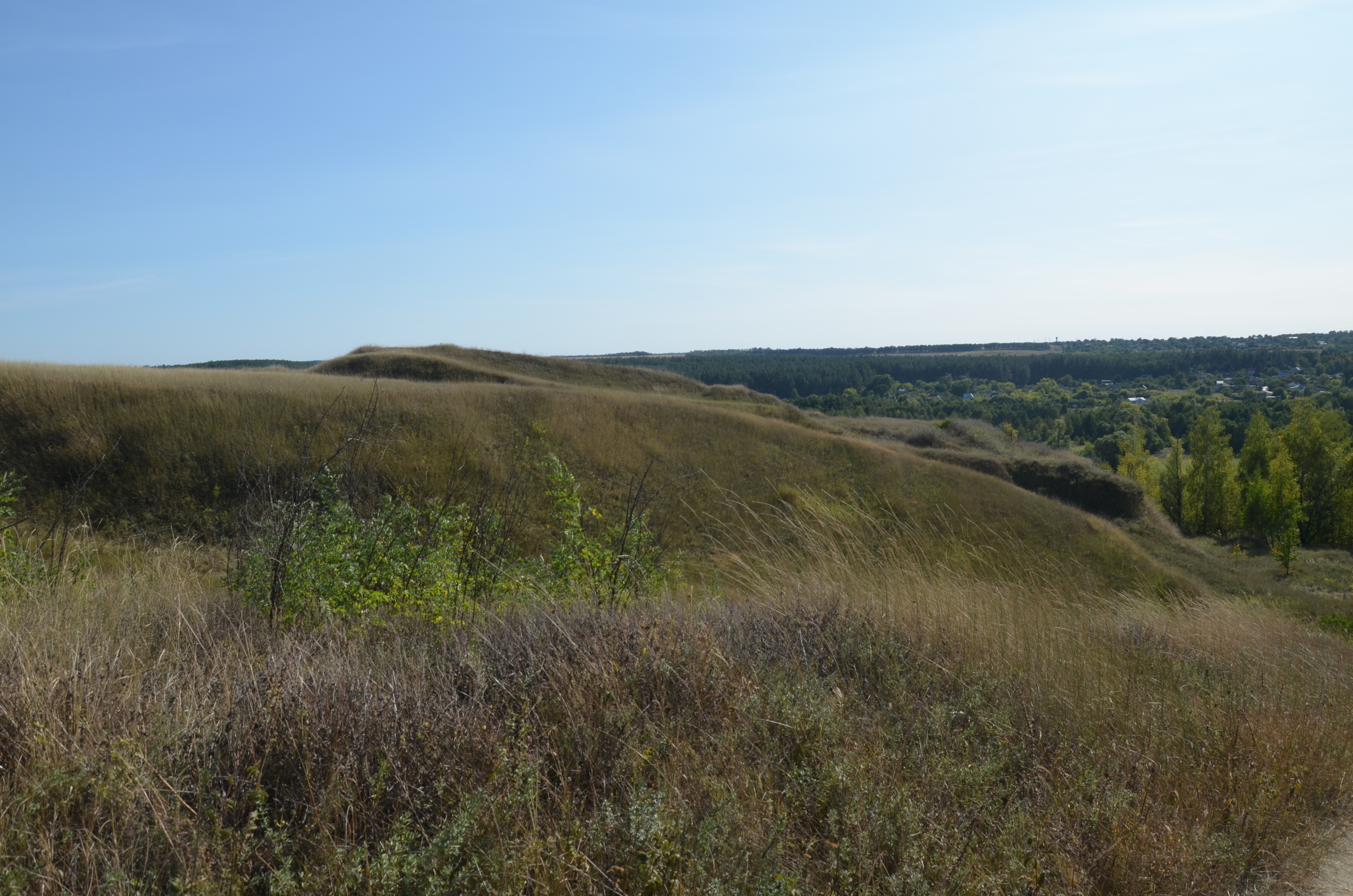
Городище, село Погреби

Свою історію Погреби ведуть ще з часів Трипільської культури. Поблизу села в 1899 р. було знайдено та досліджено трипільське поселення. Трипільське плем'я в районі Погребів займалось керамічними виробами господарського та побутового посуду, різного за формою, зі спіральним орнаментом. Будинки споруджувались із глини на дерев'яному каркасі. Розвивалися ремесла: бронзоливарне, гончарне, ткацьке, обробка каменю, різьблярське, плетіння.
При впадінні річки Барахтянка у річку Стугна досліджено неукріплене поселення (VI—V ст. до н. е.) скіфів, які переважно займалися землеробством, скотарством, полюванням, рибальством. Біля с. Погреби було знайдено скіфське поховання-курган «Чортуха».
Перша згадка про село Погреби в письмових джерелах датована 1159 р. і пов'язана з грамотою князя Андрія Юрійовича про передачу села у володіння Києво-Печерського монастиря.
Потрібно також відзначити, що Погреби надалі відіграли важливу роль в житті Київського князівства і навіть Київської Русі. Так, наприклад, для оборони від половців, печенігів, татар, турків при Великому князеві Володимирі в XI ст. в Погребах (в районі цегельного заводу) була побудована міцна військова фортеця, у якій жили й несли службу чорні клобуки.
Дерев'яна на дерев'яному фундаменті церква побудована в 1745 р. старанням парафіян. У 1881 р. мала 50 десятин землі. Метричні книги, клірові відомості, сповідні розписи церкви Введення у храм Пресвятої Богородиці с. Погреби Барахтянської волості Васильківського пов. Київської губ. зберігаються в ЦДІАК України. http://cdiak.archives.gov.ua/baza_geog_pok/church/pogr_004.xml

## Населення

### Мова
Розподіл населення за рідною мовою за даними перепису 2001 року:
| Мова            | Кількість | Відсоток |
| --------------- | --------- | -------- |
| українська      | 412       | 97.63%   |
| вірменська      | 5         | 1.19%    |
| російська       | 3         | 0.71%    |
| румунська       | 1         | 0.24%    |
| інші/не вказали | 1         | 0.23%    |
| Усього          | 422       | 100%     |

## Люди
В селі народився Коваленко Володимир Миколайович (1936—2006) — український майстер художньої кераміки.

## Галерея

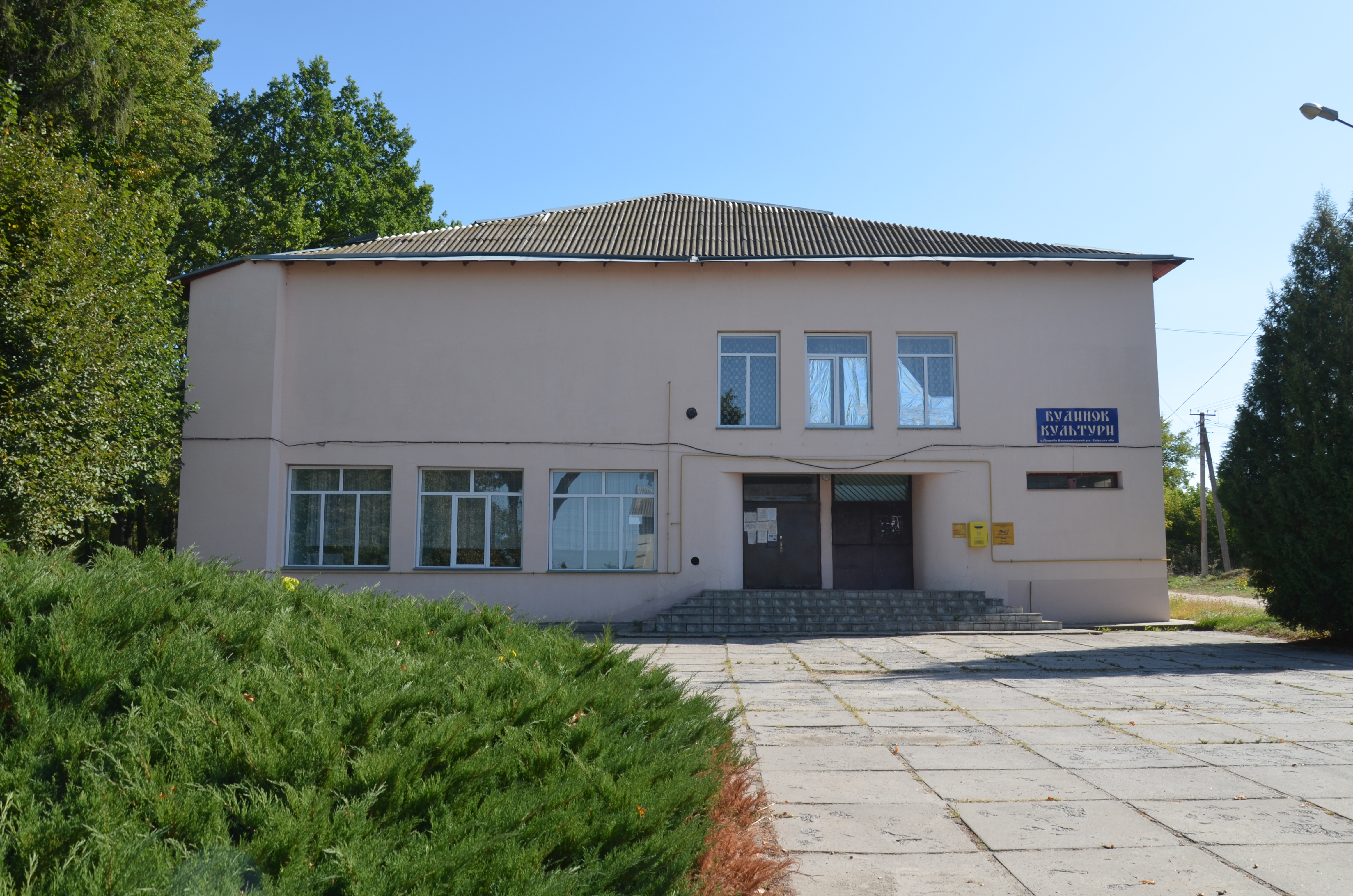
Погреби (Васильківський район), Будинок культури
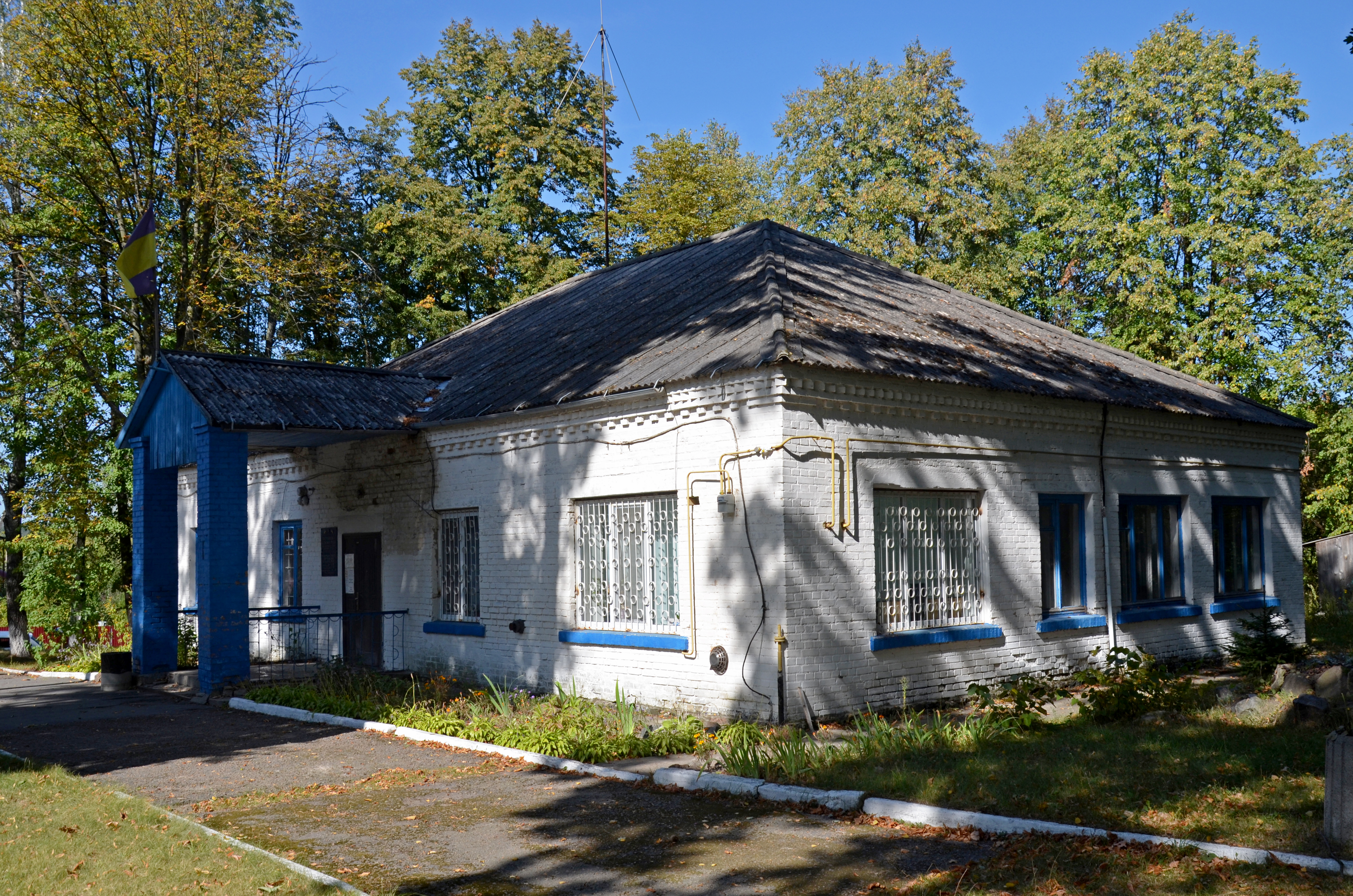
Погреби (Васильківський район), сільська рада
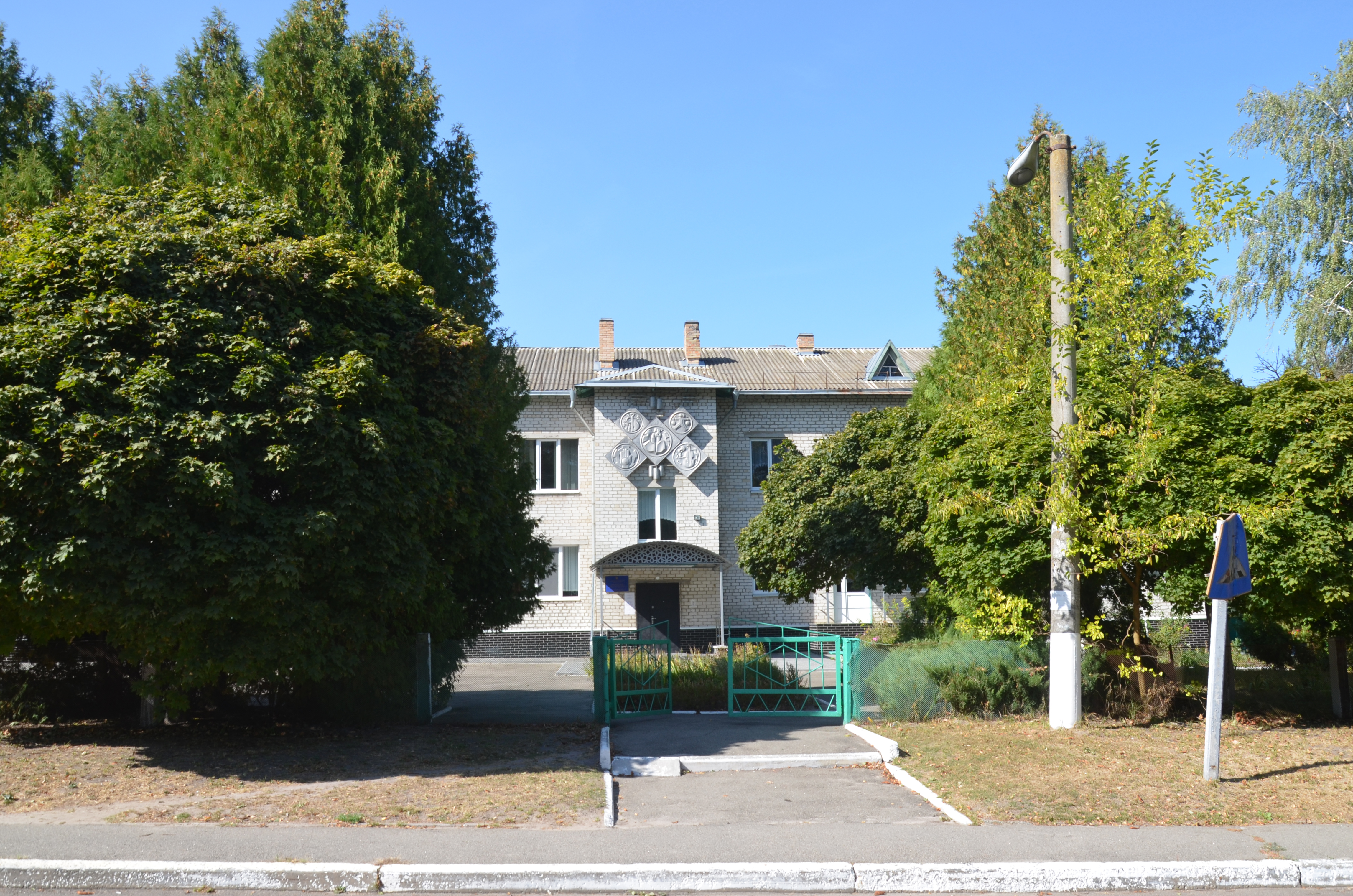
Погреби (Васильківський район), школа
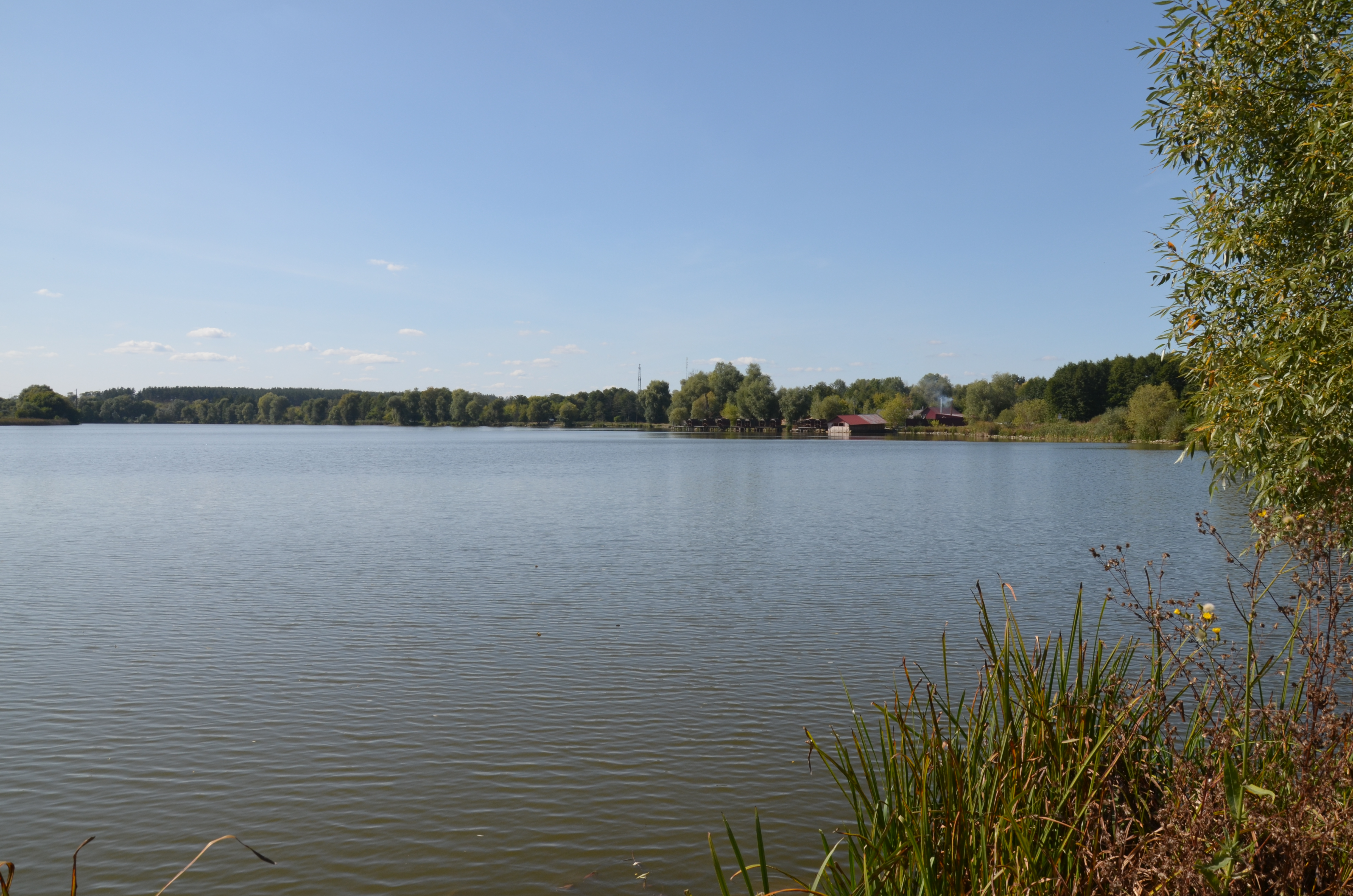
Погреби (Васильківський район), став
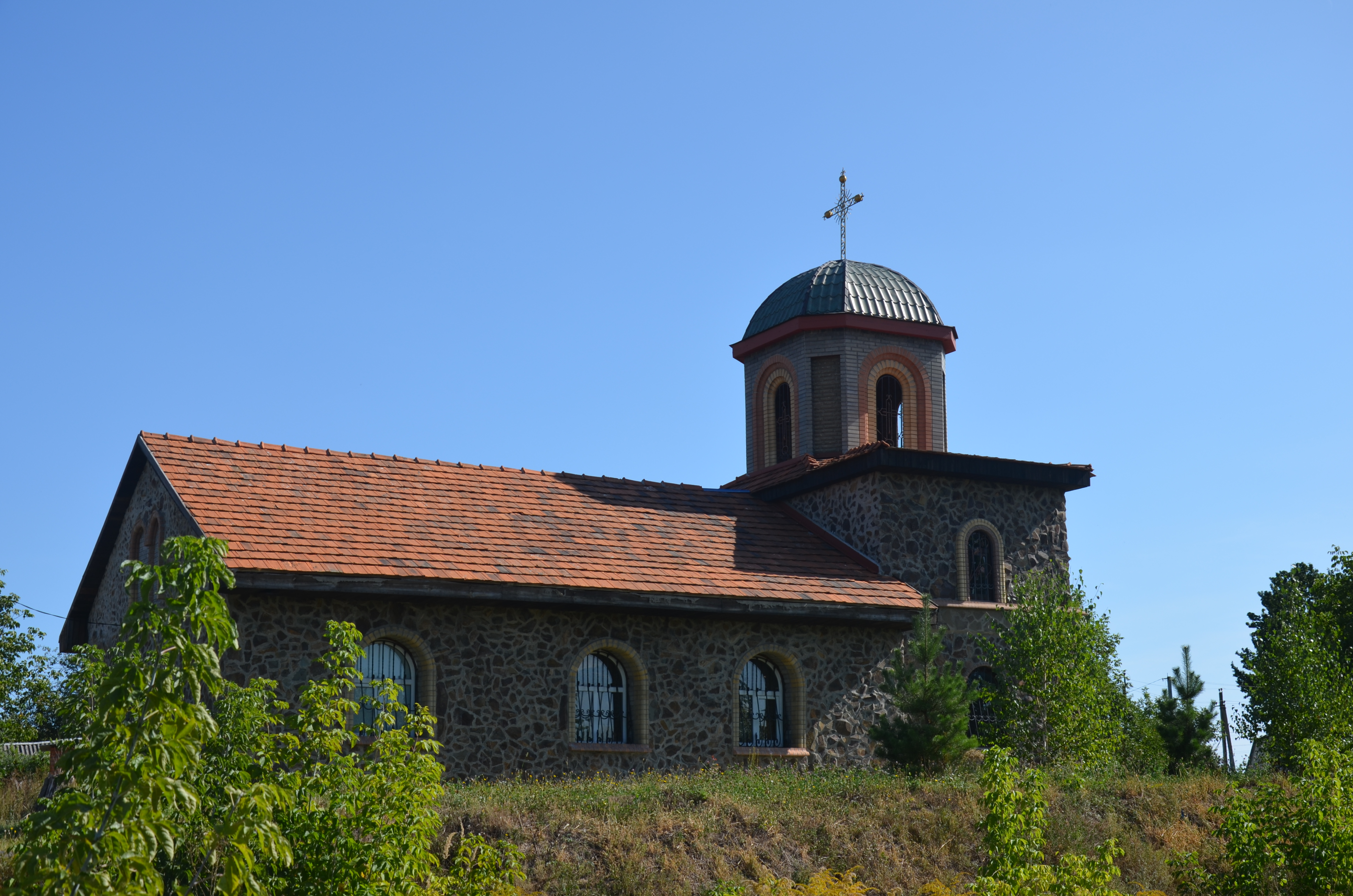
Погреби (Васильківський район), церква
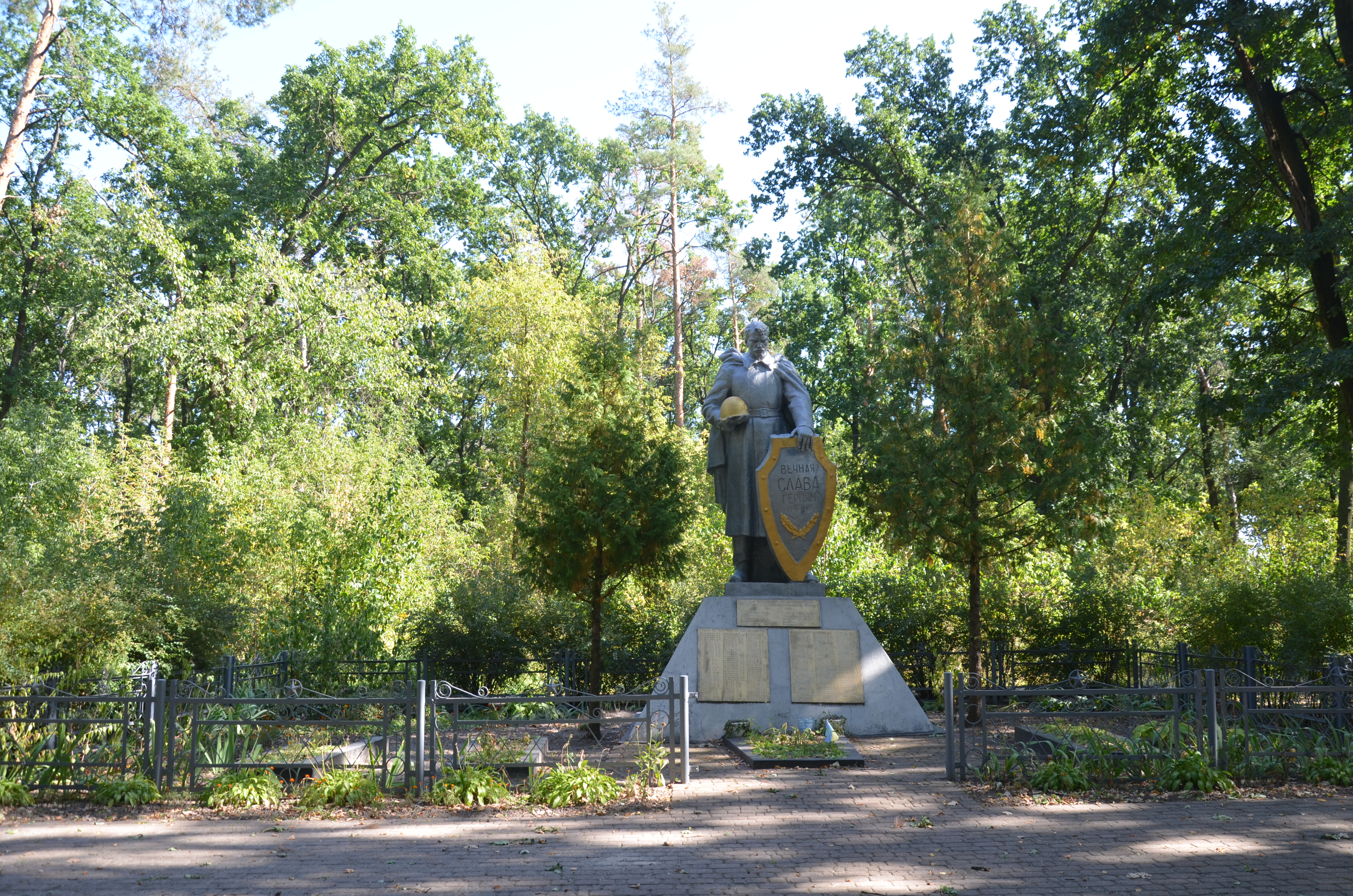
Група братських могил воїнів Радянської Армії, село Погреби
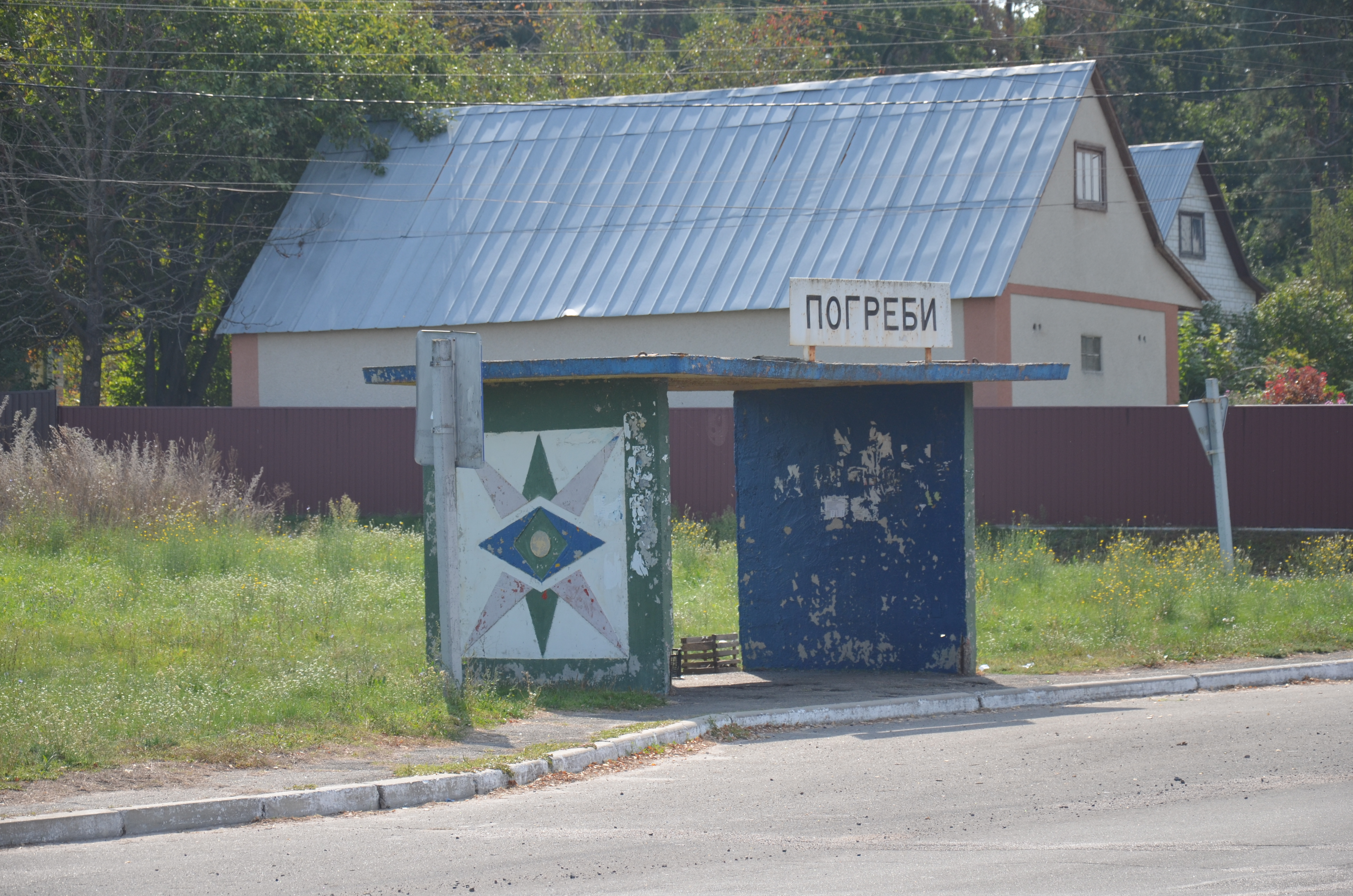
Зупинка Погреби
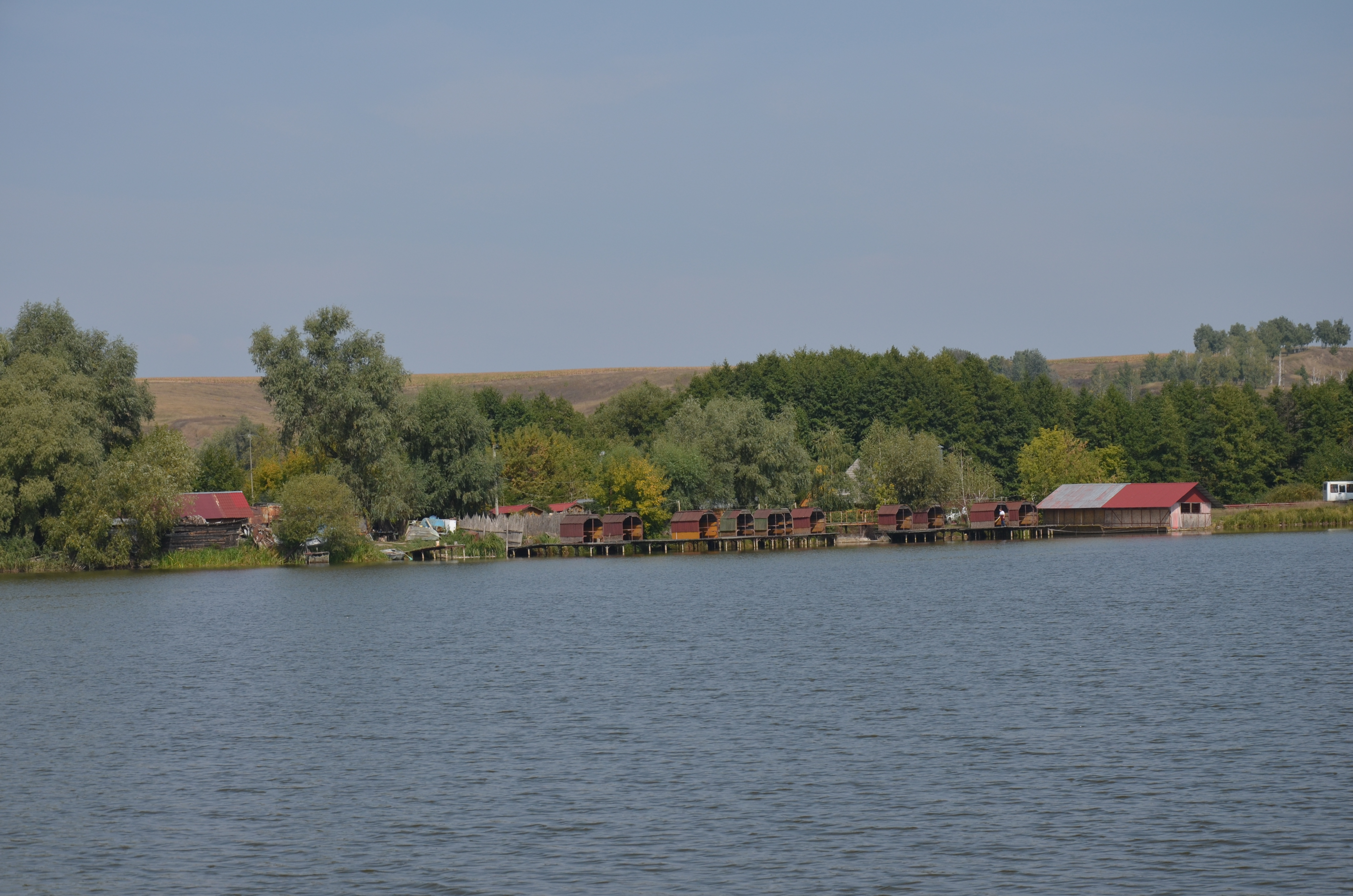
Кафе "Судак", Погреби
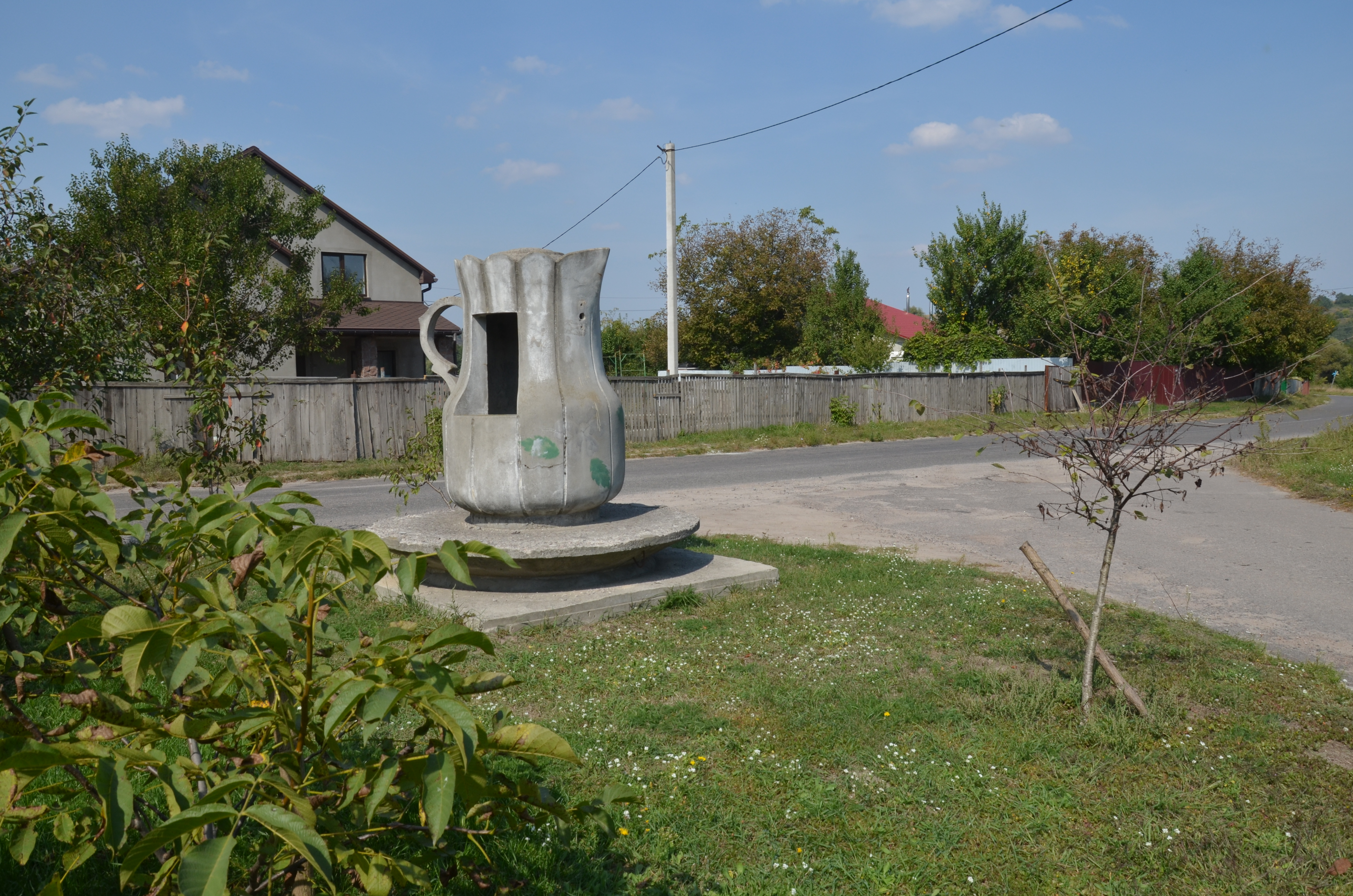
Село Погреби, вулична скульптура